# Michael Horton
Michael Scott Horton (nascido em 1964) é o J. Gresham Machen Professor de Teologia e Apologética no Westminster Seminary California desde 1998, Editor-chefe da revista Modern Reformation (MR) e presidente e anfitrião do rádio nacional sindicado Transmissão, The White Horse Inn. A revista The Modern Reformation e The White Horse Inn são agora entidades sob o guarda-chuva da White Horse Media, cujos escritórios estão localizados no campus do Westminster Seminary California.